# Cinco gallinas y el cielo
 Cinco gallinas y el cielo  es una película en blanco y negro de la Argentina dirigida por Rubén W. Cavallotti sobre el guion de Agustín Cuzzani; se estrenó el 22 de agosto de 1957 y tuvo como protagonistas a Narciso Ibáñez Menta, Luis Arata, Irma Córdoba y Alita Román. Fue galardonada con la "Concha de Bronce" en el Festival Internacional de Cine de San Sebastián.

## Sinopsis
Un sabio experimenta con gallinas a las que inocula un virus que torna impulsivas y audaces a las personas que las comen.

## Reparto
- Narciso Ibáñez Menta
- Luis Arata
- Irma Córdoba
- Alita Román
- Ricardo Castro Ríos
- Nelly Cobella
- Aurelia Ferrer
- Roberto Longo
- Ignacio Quirós
- Adolfo Meyer
- Antonio Grasso
- Mirko Álvarez
- Yamandú Di Paula
- Carlos Bianquet
- Rita Varola
- María Esther Corán
- Luisa Sobral
- José Fernández
- Alberto Barcel
- Carmen Caballero
- Osvaldo Cabrera
- Alfredo Almanza
- Fernando Campos
- Rafael Diserio
- Luis de Lucía
- Francisco Martino
- David Socco
- Marcelo Roqué
- Ema Bernal
- Orieta Nadine
- Mariángeles
- Pancho Cárdenas

## Comentarios
Calki opinó:

”Un porcentaje de renovación en la temática de nuestro cine… inquietud por la búsqueda de imágenes auténticas.”

En tanto Roland escribió:

”Exceso de un diálogo escrito sin mucha pulcritud, falta de unidad en el relato y calidad despareja en el tono.”

La Razón comentó:

”Producción sin mayores pretensiones pero que tiene elementos que la hacen interesante.”